# Quartiers de Limoges

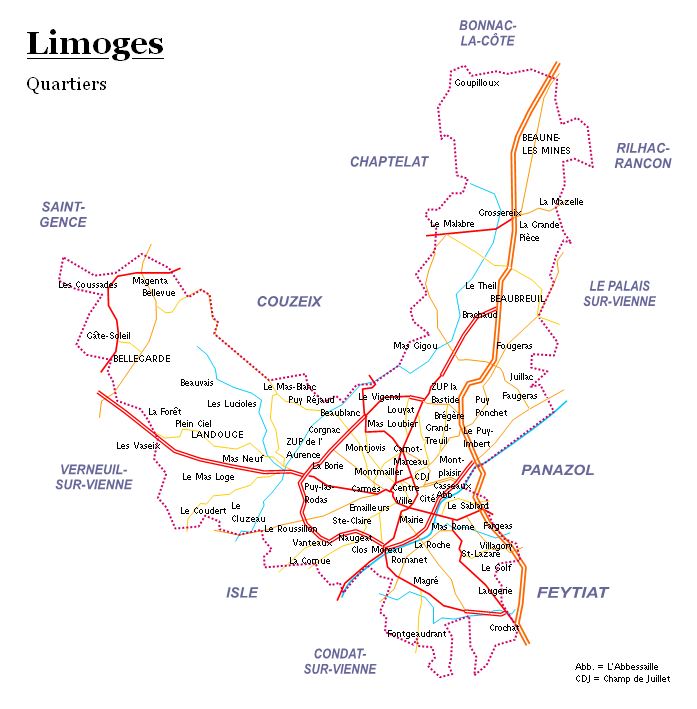

L'article quartiers de Limoges définit une liste non exhaustive des quartiers de la ville française de Limoges située dans le département de la Haute-Vienne et la région Nouvelle-Aquitaine.
Il est en effet difficile de proposer une liste « officielle », d'une part parce qu'aucune définition du « quartier » ne semble importer plus qu'une autre, et d'autre part parce que les différents quartiers revêtent des dimensions multiples et enchevêtrées (culturelle, historique, économique, sociale, architecturale) et peuvent se superposer.
À titre d'information, les quartiers limougeauds ont toutefois été définis selon plusieurs méthodes :
- La combinaison arbitraire de facteurs géographiques, sociaux, historiques et urbanistiques tend à donner une trentaine de quartiers ;
- Selon les Îlots regroupés pour l'information statistique (IRIS). Ils sont au nombre de 51 ;
- Selon les CIC (comité d'information et de concertation), comparables à des conseils de quartier. Mis en place par la mairie de Limoges en 2002, ils sont au nombre de 13 jusqu'à leur suppression en 2014 ;
- Selon les 10 comités de quartiers mis en place par la Ville de Limoges en 2014 ;
- Selon les cantons de Limoges, au nombre de 16 jusqu'en 2015, désormais au nombre de 9.

Ces délimitations non exclusives peuvent transparaître dans l'article et recoupent en partie les quartiers définis dans la liste suivante.

## Carte de Limoges et de ses quartiers
| \| Beaubreuil Corgnac Puy-las-Rodas Le Roussillon Ste-Claire Romanet Magré Saint-Lazare Crochat Fontgeaudrant Le Mas-Rome Le Bas-Fargeas La Roche Bellegarde Beaune-les-Mines Goupilloux Zone industrielle Nord Cité de la Bastide Cité des Coutures L'Abbessaille Quartier des Ponts Carnot-Marceau Louyat Montplaisir Juillac Puy-Imbert Puy-Ponchet Grand-Treuil Mas-Loubier Le Vigenal Montmailler Montjovis Uzurat Magenta Brachaud Gâte-Soleil Mas-Jambost Grossereix Naugeat Clos-Moreau Vanteaux Mas-Loge Le Mas-Neuf Le Coudert Le Cluzeau Mas-Gigou Mas-Blanc Les Lucioles ZUP de l'Aurence Beaublanc Quartier des Émailleurs Quartier de la Gare Le Sablard Landouge Le Château La Cité \| |
| Carte de Limoges (ville-centre) provenant d'OpenStreetMap Les principaux quartiers sont indiqués en gras |
| Beaubreuil Corgnac Puy-las-Rodas Le Roussillon Ste-Claire Romanet Magré Saint-Lazare Crochat Fontgeaudrant Le Mas-Rome Le Bas-Fargeas La Roche Bellegarde Beaune-les-Mines Goupilloux Zone industrielle Nord Cité de la Bastide Cité des Coutures L'Abbessaille Quartier des Ponts Carnot-Marceau Louyat Montplaisir Juillac Puy-Imbert Puy-Ponchet Grand-Treuil Mas-Loubier Le Vigenal Montmailler Montjovis Uzurat Magenta Brachaud Gâte-Soleil Mas-Jambost Grossereix Naugeat Clos-Moreau Vanteaux Mas-Loge Le Mas-Neuf Le Coudert Le Cluzeau Mas-Gigou Mas-Blanc Les Lucioles ZUP de l'Aurence Beaublanc Quartier des Émailleurs Quartier de la Gare Le Sablard Landouge Le Château La Cité       |

## Liste des quartiers par zone géographique

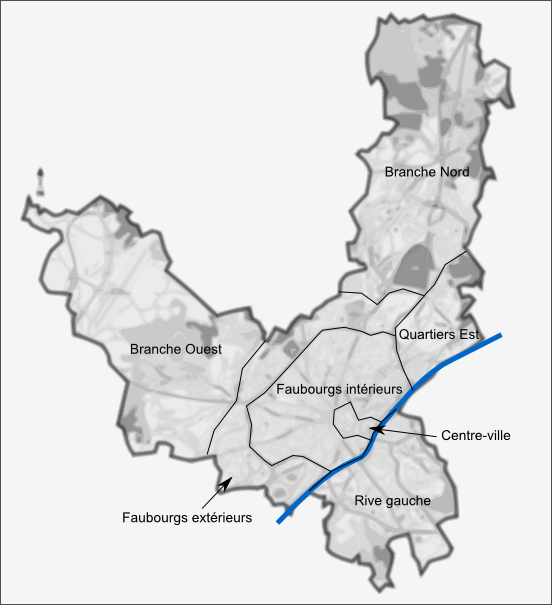
Représentation des zones géographiques présentées ci-après

Ces quartiers de taille et facteurs de définition diverses peuvent se recouper et se superposer.
| - Branche nord de la commune Beaune-les-Mines Goupilloux Grossereix La Mazelle Le Malabre Zone industrielle Nord Le Grand Theil Le Mas Gigou Uzurat Beaubreuil Bois de la Bastide - Branche ouest de la commune Landouge Puy-Réjeaud Le Mas-Neuf Beauvais Le Moulin-Roux Le Mas-Loge Le Coudert Le Cluzeau Le Mas Blanc Les Lucioles Bellegarde Magenta Bellevue Gâte-Soleil | - Faubourgs extérieurs Cité de la Bastide Le Vigenal Corgnac Beaublanc Le Roussillon Mas Bouyol Vanteaux Naugeat Le Roussillon - Faubourgs intérieurs Louyat Le Mas-Loubier La Brégère Grand-Treuil Fontaury Carnot-Marceau Montplaisir Cité des Coutures Quartier de la gare Les Casseaux Val de l'Aurence Mas Jambost Montmailler Montjovis La Borie Clos-Moreau Émailleurs Sainte-Claire Puy-las-Rodas | - Hypercentre Le Château Quartier de la Boucherie La Cité L'Abbessaille Hôtel-de-ville - Quartiers orientaux Le Puy-Imbert Ester Technopôle Puy-Ponchet Juillac Route du Palais - Rive gauche Saint-Lazare La Roche Mas Rome Fargeas Les Portes Ferrées Magré Romanet Fontgeaudrant Crochat Le Sablard |

## Autres approches

### Les 51 IRIS de Limoges

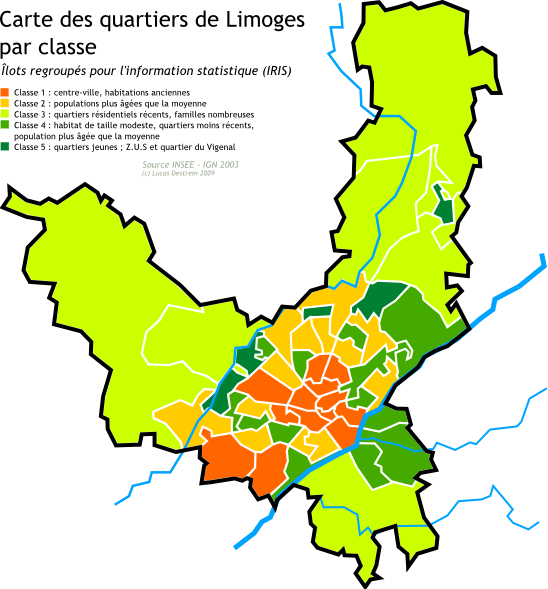
Typologie sociale des IRIS de Limoges

L'Institut national de la statistique et des études économiques (Insee) partitionne les grands communes de France en Les îlots regroupés pour l'information statistique (IRIS) dans le cadre de ses études statistiques.
L'Insee compte ainsi cinquante-et-un quartiers à Limoges, d'environ 2 000 habitants chacun. Identifiés sous le terme générique d'îlots regroupés pour l'information statistique, ces quartiers à destination statistique sont classés en cinq classes. La première, qui totalise 36 170 habitants, comprend quinze quartiers, essentiellement du centre-ville : C.H.U, Carnot, Hôtel de ville, La Borie, La Cathédrale, La Visitation, Le Champ de Foire, Le Mas-Loubier, Le Roussillon, Les Charentes, Les Émailleurs, Les Galeries, Les Halles, Sainte-Claire et Valadon. La deuxième classe regroupe une population hétérogène et relativement 
gée de 29 630 habitants en douze quartiers proches du centre qu'ils entourent : Beaublanc, Étoile de Fontaury, Fustel de Culanges, Le Colombier, Le Grand Treuil, Le Gros Tilleul, Le Mas Bouyol,  Les Ponts, Louyat, Montplaisir, Ruchaud-Curie et Thuillat. La troisième classe regroupe les quartiers résidentiels de Limoges. Elle ne comprend que 16 960 habitants, répartis dans huit quartiers : Beaune-les-Mines, Bellegarde, Gérard-Phillipe, Landouge, Le Château d’Eau, Les Homérides, Magré et la Zone Industrielle Nord. Peuplée par plus de 30 300 habitants, la quatrième classe, comme la seconde, regroupe douze quartiers proches du centre : Jules Ferry, La Brégère, La gare, Le Puy Las Rodas, Les Portes Ferrées, Le Sablard, Les Coutures, Le Puy Imbert, Montjovis, Renoir, Révolution et la Z.U.P. de Corgnac. La cinquième et dernière classe, comprend les trois quartiers classés en zone urbaine sensible que sont Beaubreuil, La Bastide, et Le Val de l'Aurence, ainsi que le quartier du Vigenal.
Ces quartiers à finalité statistique ne correspondent pas toujours avec la notion de quartiers « vécus » dont les plus emblématiques restent le quartier du Château et le quartier de La Cité, qui constituent à eux deux le centre-ville historique.

### Les dix comités d'information et de concertation
Définis par la mairie de Limoges en 2002, ils se veulent « espace d’information, d’écoute, d’échange et de concertation », contextes d'animation sociale du quartier et d'échanges entre élus et habitants sur les projets de la municipalité.
Au nombre de 10, ils se partagent chacun plusieurs quartiers plus petits à la cohérence géographique, historique et socio-économique parfois plus avérée.
- Aurence-Corgnac-Beaublanc
- Beaubreuil-Limoges Nord
- Landouge
- Vanteaux-Mas Bouyol-Puy Las Rodas
- Le Sablard-Limoges Sud
- Centre-ville-Émailleurs
- Beaune-les-Mines
- Bénédictins-Montplaisir
- La Bastide-La Brégère
- Louyat

Ils sont remplacés par 10 quartiers couverts par une mairie annexe en 2014.

### Les cantons limougeauds
Ils ne sont pas à proprement parler des quartiers, et même s'ils recoupent certaines réalités suivant des quartiers vécus, ils demeurent des divisions administratives (parfois à cheval sur plusieurs communes d'ailleurs).